# Andreas Vesalius
Andreas Vesalius (født Andreas van Wesel 31. december 1514 i Bruxelles, død 15. oktober 1564 i Zakynthos) var  anatom, læge og forfatter til en af de mest indflydelsesrige bøger om den menneskelige anatomi, De humani corporis fabrica (Om opbygningen af den menneskelige krop). Han nævnes ofte som grundlæggeren af den moderne anatomi. Vesalius er den latiniserede form af navnet. Han omtales også som Andreas Vesal.

## Opvækst og uddannelse
Andreas blev født i Bruxelles, der var en del af det Habsburgske rige, i en indflydelsesrig lægefamilie. Hans oldefar, Jan van Wesel, tog sin eksamen i medicin fra universitetet i Pavia og begyndte at undervise i medicin ved det nye universitet i Leuven i 1428. Vesalius farfar, Everard van Wesel, var livlæge for kejser Maximilian, mens hans far, Andries van Wesel, var apoteker for Maximilian og siden som Valet de Chambre for hans efterfølger, Karl 5.. Andries opfordrede sin søn til at følge familietraditionen og fik ham optaget i Brødrene af Fælleslivet, hvor han blev uddannet i græsk og latin.
I 1528 begyndte Vesalius sine studier ved universitet i Leuven (Pedagogium Castrensis), først humaniora og efter faderens udnævnelse til kammertjener i 1532 medicin på universitet i Paris. Her studerede han bl.a Galens teorier under vejledning af Jacques Dubois og Jean Fernel. Det var her han udviklede sin interesse for anatomi, og han blev ofte iagttaget på Cimetière des Innocents, mens han studerede knogler.
Han blev tvunget til at forlade Paris i 1536, da forholdet mellem Frankrig og Kejserriget atter blev forværret. Han vendte tilbage til Leuven, hvor han færdiggjorde sine studier det følgende år. Hans afgangsafhandling hed Paraphrasis in nonum librum Rhazae medici arabis clariss ad regem Almansorum de affectum singularum corporis partium curatione, en kommentar til den niende bog af Rhazes. Kort efter ragede han uklar med sin professor og forlod atter Leuven. Efter et kort ophold i Venedig slog han sig ned i Padua, hvor han begyndte sine studier til en doktor ved universitetet i Padua (Universitas aristarum) i 1537.
Umiddelbart efter han blev doktor, blev han tilbudt stillingen som underviser i kirurgi og anatomi (explicator chirurgiae) ved universitetet. Han var også som gæstelærer Bologna og Pisa. Hidtil var undervisningen i disse fag baseret på læsning af klassiske tekster, primært Galen, og dissektion af dyr, som blev udført af en bartskærer under forelæserens instruktion. Der havde endnu ikke været gjort forsøg på at kontrollere Galens påstande; de var uangribelige. Vesalius brugte som noget nyt dissektion som sit primære undervisningsredskab. Han udførte dem selv, mens eleverne stod rundt om. Han betragtede den direkte observation som den eneste pålidelige kilde til viden. Det var et enormt gennembrud inden for medicinen.
På grundlag af sit anatomiske arbejde fik han udført seks udførlige plancher som illustrationer til sin undervisning. Da han fandt ud af, at de var kopieret flere gange, udgav han dem i 1538 med titlen Tabulae Anatomicae Sex. I 1539 udsendte han en opdateret version af Galens anatomiske håndbog, Institutiones Anatomicae, der fik en af hans tidligere lærere til at indlede et forsvar for den.
I 1538 udgav han en pamflet om venesektion og (åreladning), der var en meget populær behandling for næsten alle sygdomme. Den var et led i en diskussion om den bedste praktik. Galen var fortaler for den klassiske metode: blodet blev tappet fra et punkt nær sygdommens hjemsted, mens den almindelige praksis (i den muslimske verden og i middelalderen) var at tappe fjernt fra sygdommen. Versalius støttede Galens synspunkt og brugte sine egne anatomiske diagrammer som støtte.
I 1539 var en dommer i Padua blevet interesseret i Vesalius' arbejde og gav ham adgang til at udføre dissektioner på ligene af henrettede forbrydere. Ud fra dette materiale opbyggede han en meget opfattede samling af anatomiske diagrammer. Mange af dem blev udført af professionelle tegnere og fik langt højere kvalitet end hans tidligere arbejder.
Mens han var i Bologna, gik det i 1541 op for Vesalius, at alle de studier Galen havde gjort var foretaget på dyr, idet dissektion var forbudt i Romerriget. Derfor havde Galen dissekteret aber, fordi de anatomisk lignede mennesker. Det resulterede i, at Vesalius udgav en korrektion af Galens berømte værk Opera omnia og samtidig begyndte at skrive sit eget anatomiske værk. Indtil Vesalius påpegede det, var Galens iagttagelser ukritisk benyttet som grundlag for studiet af menneskekroppen. Men ikke alle var parate til at opgive Galen som autoritet, og mange vendte sig mod Versalius, fordi han havde påpeget Galens fejl.
Vesalius fortsatte uforknyt med at skabe ravage i  i lægevidenskabens verdensbillede, da han også offentliggjorde beviser på, at store autoriteter som Mondino de Liuzzis og Aristoteles' arbejder byggede på fejlagtige antagelser; fx havde både de og Galen beskrevet hjertets opbygning og funktion forkert.
I 1543 udførte Vesalius en offentlig dissektion af Jakob Karrer von Gebweiler, en notorisk forbryder fra Basel. Som hjælper havde han kirurgen Franz Jeckelmann, og han samlede skelettet, som blev doneret til universitetet i Basel. Dette præparat er det eneste udført af Vesalius, som er bevaret. Det er også det ældst bevarede præparat og udstilles i dag på det anatomiske museum i Basel.

## De Corporis Fabrica
I 1543 bad Vesalius Johannes Oporinus om hjælp til at udgive syvbindsværket De humani corporis fabrica (Om opbygningen af den menneskelige krop). Det blev et banebrydende værk om den menneskelige anatomi. Versalius dedicerede det til kejser Karl 5.. De smukke illustrationer blev angiveligt udført af Tizians elev Jan Van Calcar. Få uger senere udsendte han en forkortet udgave til studerende, Andrea Vesalii suorum de humani corporis fabrica librorum epitome, og dedicerede det til Filip 2. af Spanien, kejserens søn.
I værket lægger han stor vægt på dissektion og det "anatomiske" syn på kroppen; dvs. at menneskets indre skal anskues som en kropslig helhed, og at organerne var en tredimensionel helhed. Det var i stærk modsætning til det fremherskende synspunkt inden for anatomien, som var stærkt præget af Galens og Aristoteles' lære og astrologi. Selv om der var udgivet anatomiske atlas i årerne før Vesalius (fx Mondino og Berenger), var deres værker stadig stærkt påvirket af Galen og arabiske doktriner.
Ud over at lave den første gode beskrivelse af kilebenet, viste han også at sternum består af tre dele, og sacrum af fem eller seks; og han beskrev han meget præcist labyrinten i mellemøret. Ikke alene bekræftede han Etiennes observationer af venerne, han beskrev også vena azygos og opdagede den kanal, der forbinder fosteret med vena cava, siden kaldt ductus venosus. Han beskrev omentum og dens forbindelser til maven, milten og tyktarmen; han lavede den første korrekte beskrivelse af pylorusa atruktur; observerede, at størrelsen af appendix caecalis var relativt lille hos mennesker; den første gode beskrivelse af mediastinum og pleura og den hidtil mest komplette beskrivelse af hjernen; samt viste, at alle mennesker, både mænd og kvinder, havde 12 par ribben. Han forstod dog ikke det indre kredsløb; og hans beskrivelse af nervesystemet er forvirrende.
I dette værk er Vesalius den første, der beskriver mekanisk ventilation, dvs. simulering af åndedræt hos patienter, der ikke selv er i stand til det.
Selv om Vesalius' anatomiske værk ikke var det første baseret på virkelige dissektioner, og ikke engang det første i denne periode, så betød det forhold, at de dygtige tegnere, som havde udført værkets meget detaljerede og veludførte plancher, tydeligvis selv havde været tilstede ved dissektionerne, at bogen øjeblikkeligt blev en klassiker; kort tid efter blev kopiversioner tilgængelige. Det var Vesalius selv opmærksom på ifølge en af hans noter til forlæggeren. Versalius var 30 år gammel ved udgivelsen af den første version af De Fabrica.

## Kejserlig læge og død
Kort efter udgivelsen blev Vesalius inviteret til at virke som læge ved Karl 5.'s kejserlige hof. Han meddelte senatet i Venedig, at han ville  forlade Padua, hvilket fik Cosimo 1. de Medici hertug af Toscana til tilbyde ham en stilling ved det ekspanderende universitet i Pisa. Vesalius afslog det og tog mod den kejserlige invitation. Ved hoffet måtte han døje med de øvrige lægers nedladende beskrivelse af ham som en simpel bartskærer.
I de næste tolv år rejste Vesalius sammen med hoffet, behandlede skader pådraget i krig eller under turneringer, og udførte operationer og obduktioner. I de år skrev han et mindre værk Radicis Chynae, hvori han både beskrev egenskaberne ved en lægeplante og forsvarede sine anatomiske opdagelser. Udgivelsen medførte nye angreb. Anklagerne var så alvorlige, at kejseren indledte en undersøgelse i Salamanca, der skulle klarlægge de religiøse forviklinger af Vesalius' opdagelser. Selv om han blev frikendt, fortsatte angrebene. Fire år senere udgav en af hans hovedmodstandere et værk, hvori han fremførte den teori, at menneskets krop var forandret, siden Galen  beskrev den.
Efter Karls abdikation fortsatte Vesalius ved hoffet, hvor Filip 2. fortsatte som hans velynder. Han blev tildelt en livslang pension og udnævnt til Pfalzgreve. I 1555 udgav han en revideret udgave af De Corporis.
I 1564 begav Vesalius sig på pilgrimsfærd til det Hellige land. Han sejlede med den venetianske flåde under Iacobbo Malatestas kommando via Cypern mod Jerusalem. Da han nåede frem, modtog han en besked fra Venedigs senat, der anmodede ham om at acceptere professoratet i Padua, der nu var blevet ledigt efter at hans ven og elev Fallopius var død. Han nåede aldrig tilbage, for han døde på øen Zakynthos i det Ioniske Hav, sandsynligvis efter et forlis. Han var så forgældet, at kun en velgørers bidrag til hans begravelse forhindrede, at hans lig blev kastet for de vilde dyr. Han var på endnu ikke fyldt 50 år.
Det har i mange år været antaget at Vesalius' pilgrimsfærd skyldtes inkvisitionen. Det anses i dag for at være usandsynligt. Alt tyder på at denne historie stammer fra Hubert Languet, der virkede som  ambassadør i Sachsen under Karl 5. og siden hos fyrsten af Oranje. Han påstod i 1565, at Vesalius havde obduceret en levende, hvis hjerte slog. Det skulle have fået inkvisitionen til at dømmet ham til døden. Filip 2. skulle angiveligt have omstødt dommen og påbudt Vesalius at foretage en pilgrimsrejse. Denne historie dukkede op med jævne mellemrum indtil den blev afvist af O*Malley i 1954.